# یواس‌اس تیت (ای‌کی‌ای-۷۰)
یواس‌اس تیت (ای‌کی‌ای-۷۰) (به انگلیسی: USS Tate (AKA-70)) یک کشتی بود که طول آن ۴۵۹ فوت ۲ اینچ (۱۳۹٫۹۵ متر) بود. این کشتی در سال ۱۹۴۴ ساخته شد.